# Belloch de Urgell
Belloch de Urgell (en catalán: Bell-lloc d'Urgell) es un municipio español perteneciente a la provincia de Lérida, en la comarca catalana de Plana de Urgel, situado  en la parte suroeste de esta, en el límite con la del Segriá.

## Geografía
Integrado en la comarca de Plana de Urgel, se sitúa a 15 kilómetros de la capital provincial. El término municipal está atravesado por la autovía del Nordeste A-2 entre los pK 473 y 479, además de por la antigua carretera N-II. 
El relieve del municipio es predominantemente llano, oscilando la altitud entre los 240 metros al sur y los 189 metros al norte. El pueblo se alza a 202 metros sobre el nivel del mar. 
| Noroeste: Alcoletge y Villanueva de la Barca | Norte: Villanueva de la Barca y Bellvís | Noreste: Bellvís                    |
| Oeste: Alcoletge, Lérida y Alamús            |                                         | Este: Palau de Anglesola y Sidamunt |
| Suroeste: Alamús y Torregrosa                | Sur: Alamús (exclave)                   | Sureste: Torregrosa                 |

## Geografía humana

### Demografía
Cuenta con una población de 2359 habitantes (INE 2024).
| Gráfica de evolución demográfica de Belllloch de Urgell entre 1842 y 2021 |
| |
| Población de derecho según los censos de población del INE Población de hecho según los censos de población del INEEn estos censos se denominaba Bell Lloch: 1842, 1857, 1860, 1877, 1887, 1897, 1900, 1910, 1920, 1930, 1940, 1950, 1960, 1970 y 1981 |

| 1900 | 1930 | 1950 | 1970 | 1981 | 1986 | 2001 | 2011 |
| ---- | ---- | ---- | ---- | ---- | ---- | ---- | ---- |
| 1395 | 1508 | 1827 | 2291 | 2178 | 2208 | 2071 | 2446 |

## Política
Resultados de las elecciones municipales de 2019:
| Partido Político        | Votos | Porcentaje | Concejales |
| ----------------------- | ----- | ---------- | ---------- |
| JuntsxCat               | 646   | 49,62      | 6          |
| BM - AM                 | 556   | 42,7       | 5          |
| Partido Popular Catalán | 62    | 4,76       | 0          |